# Campionati del mondo di corsa campestre 2007
Il XXXV Campionato mondiale di corsa campestre si è disputato a Mombasa, in Kenya, il 24 maggio 2007 al Mombasa Golf Course. Vi hanno preso parte 470 atleti in rappresentanza di 63 nazioni. Il titolo maschile è stato vinto da Zersenay Tadese mentre quello femminile da Lornah Kiplagat.

## Nazioni partecipanti
Qui sotto sono elencate le nazioni che hanno partecipato a questi campionati (tra parentesi il numero degli atleti per ciascuna nazione):
- Algeria (7)
- Angola (3)
- Australia (18)
- Austria (1)
- Bahrein (1)
- Botswana (5)
- Brasile (9)
- Burundi (12)
- Camerun (1)
- Canada (11)
- Rep. Ceca (1)
- Cina (4)
- Colombia (4)
- Costa d'Avorio (1)
- Egitto (2)
- Emirati Arabi Uniti (1)
- Eritrea (23)
- Etiopia (27)
- Francia (11)
- Gambia (1)
- Germania (5)

- Ghana (2)
- Giappone (26)
- Gibuti (1)
- Gran Bretagna (25)
- Guinea Equatoriale (1)
- Guyana (1)
- Irlanda (1)
- Italia (9)
- Kenya (27)
- Lesotho (2)
- Liberia (1)
- Lussemburgo (1)
- Malawi (2)
- Marocco (27)
- Mauritius (2)
- Niger (1)
- Nuova Zelanda (5)
- Paesi Bassi (1)
- Perù (4)
- Polonia (2)
- Portogallo (13)

- Qatar (10)
- Romania (1)
- Ruanda (12)
- Russia (7)
- Seychelles (1)
- Sierra Leone (2)
- Sudafrica (16)
- Sudan (9)
- Spagna (19)
- Stati Uniti (16)
- Svezia (1)
- Svizzera (1)
- eSwatini (2)
- Tagikistan (2)
- Tanzania (24)
- Turchia (2)
- Uganda (26)
- Venezuela (1)
- Yemen (4)
- Zambia (6)
- Zimbabwe (6)

## Risultati

### Individuale (uomini seniores)
| Pos. | Atleta                  | Nazione       | Tempo (m's") |
| ---- | ----------------------- | ------------- | ------------ |
|      | Zersenay Tadese         | Eritrea       | 35'50"       |
|      | Moses Mosop             | Kenya         | 36'13"       |
|      | Bernard Kiprop Kipyego  | Kenya         | 36'37"       |
| 4    | Gideon Ngatuny          | Kenya         | 36'43"       |
| 5    | Hosea Macharinyang      | Kenya         | 36'46"       |
| 6    | Michael Kipyego         | Kenya         | 37'04"       |
| 7    | Tadese Tola             | Etiopia       | 37'04"       |
| 8    | Mubarak Hassan Shami    | Qatar         | 37'09"       |
| 9    | Edwin Cheruiyot Soi     | Kenya         | 37'27"       |
| 10   | Martin Kitiyo Toroitich | Uganda        | 37'31"       |
| 11   | Mo Farah                | Gran Bretagna | 37'31"       |
| 12   | Ahmad Hassan Abdullah   | Qatar         | 37'37"       |

### Squadre (uomini seniores)
| Moses Mosop                   | 2     |
| Bernard Kiprop Kipyego        | 3     |
| Gideon Ngatuny                | 4     |
| Hosea Macharinyang            | 5     |
| Michael Kipyego               | 6     |
| Edwin Cheruiyot Soi           | 9     |
| (Simon Arusei)                | (19)  |
| (Barnabas Kiplagat Kosgei)    | (34)  |
| (Richard Kipkemboi Mateelong) | (DNF) |

| Anis Selmouni        | 14    |
| Ahmed Baday          | 18    |
| Abderrahim Goumri    | 21    |
| Abdelhadi El Mouaziz | 31    |
| Mourad Marofit       | 33    |
| Brahim Beloua        | 35    |
| (Mourad El Bannouri) | (69)  |
| (Khalid El Amri)     | (DNF) |
| (Mohammed Amyn)      | (DNF) |

| Martin Kitiyo Toroitich  | 10    |
| Moses Aliwa              | 20    |
| Isaac Kiprop             | 26    |
| Wilson Kipkemei Busienei | 37    |
| James Kibet              | 39    |
| Francis Musani           | 59    |
| (Richard Soibei)         | (61)  |
| (Boniface Kiprop)        | (DNF) |
| (Moses Kipsiro)          | (DNF) |

- Nota: gli atleti tra parentesi non hanno concorso al punteggio totale della squadra

### Individuale (uomini under 20)
| Pos. | Atleta                  | Nazione | Tempo (m's") |
| ---- | ----------------------- | ------- | ------------ |
|      | Asbel Kiprop            | Kenya   | 24'07"       |
|      | Vincent Kiprop Chepkok  | Kenya   | 24'12"       |
|      | Mathew Kipkoech Kisorio | Kenya   | 24'23"       |
| 4    | Leonard Patrick Komon   | Kenya   | 24'25"       |
| 5    | Benjamin Kiplagat       | Uganda  | 24'31"       |
| 6    | Issak Sibhatu           | Eritrea | 24'38"       |
| 7    | Imane Merga             | Etiopia | 24'41"       |
| 8    | Samuel Tsegay           | Eritrea | 24'42"       |
| 9    | Tonny Wamulwa           | Zambia  | 24'43"       |
| 10   | Geofrey Kusuro          | Uganda  | 24'48"       |
| 11   | Nicholas Mulinge Makau  | Kenya   | 24'50"       |
| 12   | Demssew Tsega           | Etiopia | 24'52"       |

### Squadre (uomini under 20)
| Asbel Kiprop             | 1     |
| Vincent Kiprop Chepkok   | 2     |
| Mathew Kipkoech Kisorio  | 3     |
| Leonard Patrick Komon    | 4     |
| (Nicholas Mulinge Makau) | (11)  |
| (Paul Muteru Kuria)      | (DNF) |

| Issak Sibhatu      | 6    |
| Samuel Tsegay      | 8    |
| Teklemariam Medhin | 14   |
| Amanuel Mesel      | 16   |
| (Tsegai Tewelde)   | (17) |

| Imane Merga      | 7     |
| Demssew Tsega    | 12    |
| Abreham Cherkos  | 15    |
| Tola Bane        | 20    |
| (Habtamu Fikadu) | (28)  |
| (Ibrahim Jeilan) | (DNF) |

- Nota: gli atleti tra parentesi non hanno concorso al punteggio totale della squadra

### Individuale (donne seniores)
| Pos. | Atleta                    | Nazione     | Tempo (m's") |
| ---- | ------------------------- | ----------- | ------------ |
|      | Lornah Kiplagat           | Paesi Bassi | 26'23"       |
|      | Tirunesh Dibaba           | Etiopia     | 26'47"       |
|      | Meselech Melkamu          | Etiopia     | 26'48"       |
| 4    | Gelete Burika             | Etiopia     | 26'55"       |
| 5    | Florence Jebet Kiplagat   | Kenya       | 27'26"       |
| 6    | Pamela Chepchumba         | Kenya       | 27'34"       |
| 7    | Priscah Jepleting Ngetich | Kenya       | 27'39"       |
| 8    | Vivian Cheruiyot          | Kenya       | 28'10"       |
| 9    | Simret Sultan             | Eritrea     | 28'16"       |
| 10   | Wude Ayalew               | Etiopia     | 28'18"       |
| 11   | Zhor El Kamch             | Marocco     | 28'20"       |
| 12   | Jéssica Augusto           | Portogallo  | 28'21"       |

### Squadre (donne seniores)
| Tirunesh Dibaba  | 2    |
| Meselech Melkamu | 3    |
| Gelete Burika    | 4    |
| Wude Ayalew      | 10   |
| (Koren Jelela)   | (19) |
| (Mestawet Tufa)  | (47) |

| Florence Jebet Kiplagat      | 5     |
| Pamela Chepchumba            | 6     |
| Priscah Jepleting Ngetich    | 7     |
| Vivian Cheruiyot             | 8     |
| (Fridah Chepkemoi Domongole) | (13)  |
| (Emily Chebet)               | (DNF) |

| Zhor El Kamch          | 11    |
| Mariem Alaoui Selsouli | 17    |
| Hanane Ouhaddou        | 33    |
| Malika Benlafkir       | 38    |
| (Saïda El Mehdi)       | (50)  |
| (Bouchra Chaâbi)       | (DNF) |

- Nota: gli atleti tra parentesi non hanno concorso al punteggio totale della squadra

### Individuale (donne under 20)
| Pos. | Atleta                   | Nazione  | Tempo (m's") |
| ---- | ------------------------ | -------- | ------------ |
|      | Linet Chepkwemoi Barasa  | Kenya    | 20'52"       |
|      | Mercy Jelimo Kosgei      | Kenya    | 20'59"       |
|      | Veronica Nyaruai Wanjiru | Kenya    | 21'10"       |
| 4    | Sule Utura               | Etiopia  | 21'13"       |
| 5    | Genzebe Dibaba           | Etiopia  | 21'23"       |
| 6    | Meraf Bahta              | Eritrea  | 21'24"       |
| 7    | Gladys Jepkemoi Chemweno | Kenya    | 21'27"       |
| 8    | Furtuna Zegergish        | Eritrea  | 21'31"       |
| 9    | Kokob Mehari             | Eritrea  | 21'50"       |
| 10   | Yodit Mehari             | Eritrea  | 21'51"       |
| 11   | Misato Tomoeda           | Giappone | 21'51"       |
| 12   | Marie Imada              | Giappone | 21'54"       |

### Squadre (donne under 20)
| Linet Chepkwemoi Barasa       | 1     |
| Mercy Jelimo Kosgei           | 2     |
| Veronica Nyaruai Wanjiru      | 3     |
| Gladys Jepkemoi Chemweno      | 7     |
| (Mercy Cherono)               | (23)  |
| (Pauline Chemning Korikwiang) | (DNF) |

| Meraf Bahta       | 6  |
| Furtuna Zegergish | 8  |
| Kokob Mehari      | 9  |
| Yodit Mehari      | 10 |

| Sule Utura      | 4    |
| Genzebe Dibaba  | 5    |
| Abebu Gelan     | 13   |
| Bizunesh Urgesa | 14   |
| (Aberu Kebede)  | (16) |
| (Emebt Etea)    | (19) |

- Nota: gli atleti tra parentesi non hanno concorso al punteggio totale della squadra

## Medagliere
Legenda
     Paese ospitante
| Posizione | Paese       | Oro | Argento | Bronzo | Totale |
| --------- | ----------- | --- | ------- | ------ | ------ |
| 1         | Kenya       | 5   | 4       | 3      | 12     |
| 2         | Eritrea     | 1   | 2       | 0      | 3      |
| 3         | Etiopia     | 1   | 1       | 3      | 5      |
| 4         | Paesi Bassi | 1   | 0       | 0      | 1      |
| 5         | Marocco     | 0   | 1       | 1      | 2      |
| 6         | Uganda      | 0   | 0       | 1      | 1      |
| Totale    | Totale      | 8   | 8       | 8      | 24     |